# Campionato mondiale di scherma 1991
Il Campionato mondiale di scherma del 1991 si è svolto a Budapest in Ungheria dal 13 al 23 giugno.
Sono stati assegnati 4 titoli femminili e 6 titoli maschili:
- femminile
  - fioretto individuale
  - fioretto a squadre
  - spada individuale
  - spada a squadre
- maschile
  - fioretto individuale
  - fioretto a squadre
  - sciabola individuale
  - sciabola a squadre
  - spada individuale
  - spada a squadre

## Risultati

### Uomini
| Evento                          | Oro                                                                                          | Argento                                                                                        | Bronzo                                                                            |
| Spada                           |                                                                                              |                                                                                                |                                                                                   |
| Spada individuale (dettagli)    | Andrej Šuvalov                                                                               | Robert Felisiak                                                                                | Sergej Kostarev Iván Kovács                                                       |
| Spada a squadre (dettagli)      | Unione Sovietica Kaido Kaaberma Pavel Kolobkov Sergej Kostarev Serhij Kravčuk Andrej Šuvalov | Francia Éric Srecki Robert Leroux Olivier Lenglet Hervé Faget                                  | Germania Robert Felisiak Mariusz Strzałka Arnd Schmitt Elmar Borrmann             |
| Fioretto                        |                                                                                              |                                                                                                |                                                                                   |
| Fioretto individuale (dettagli) | Ingo Weißenborn                                                                              | Thorsten Weidner                                                                               | Youssef Hocine Laurent Bel                                                        |
| Fioretto a squadre (dettagli)   | Cuba Guillermo Betancourt Tulio Díaz Oscar García Elvis Gregory Rolando Tucker               | Germania Ingo Weißenborn Thorsten Weidner Udo Wagner Ulrich Schreck                            | Francia Laurent Bel Youssef Hocine Philippe Omnès Patrice Lhotellier              |
| Sciabola                        |                                                                                              |                                                                                                |                                                                                   |
| Sciabola individuale (dettagli) | Grigorij Kirienko                                                                            | Péter Abay                                                                                     | Vadym Hutcajt György Nébald                                                       |
| Sciabola a squadre (dettagli)   | Ungheria Péter Abay Csaba Köves György Nébald Imre Bujdosó Bence Szabó                       | Unione Sovietica Grigorij Kirienko Vadym Hutcajt Aleksandr Širšov Samir Ibragimov Andrej Alšan | Germania Felix Becker Jacek Huchwajda Jürgen Nolte Jörg Kempenich Frank Bleckmann |

### Donne
| Evento                          | Oro                                                                                               | Argento                                                                                            | Bronzo                                                                                      |
| Spada                           |                                                                                                   | |                                                                                             |
| Spada individuale (dettagli)    | Mariann Horváth                                                                                   | Eva-Maria Ittner                                                                                   | Marina Várkonyi Oksana Ermakova                                                             |
| Spada a squadre (dettagli)      | Ungheria Diána Eöri Mariann Horváth Gyöngyi Szalay Zsuzsanna Szőcs Marina Várkonyi                | Francia Marie Hauterville Brigitte Benon Valérie Devaux Valérie Barlois Florence Topin             | Unione Sovietica Oksana Ermakova Marija Mazina Viktorija Titova Ekaterina Lebedeva-Gorskaja |
| Fioretto                        |                                                                                                   | |                                                                                             |
| Fioretto individuale (dettagli) | Giovanna Trillini                                                                                 | Claudia Grigorescu                                                                                 | Sabine Bau Tat'jana Sadovskaja                                                              |
| Fioretto a squadre (dettagli)   | Italia Diana Bianchedi Francesca Bortolozzi Giovanna Trillini Dorina Vaccaroni Margherita Zalaffi | Unione Sovietica Tat'jana Sadovskaja Ol'ga Veličko Elena Glikina Ol'ga Sidorova Tat'jana Napalkova | Germania Sabine Bau Zita-Eva Funkenhauser Rozalia Husti Anja Fichtel                        |

## Medagliere
| Posizione | Nazione          |    |    |    | Totale |
| --------- | ---------------- | -- | -- | -- | ------ |
| 1         | Unione Sovietica | 3  | 2  | 5  | 10     |
| 2         | Ungheria         | 3  | 1  | 3  | 7      |
| 3         | Italia           | 2  | 0  | 0  | 2      |
| 4         | Germania         | 1  | 4  | 4  | 9      |
| 5         | Cuba             | 1  | 0  | 0  | 1      |
| 6         | Francia          | 0  | 2  | 3  | 5      |
| 7         | Romania          | 0  | 1  | 0  | 1      |
| Totale    | Totale           | 10 | 10 | 15 | 35     |